# Tchyně (film)
Tchyně (v originále Belle Maman) je francouzský hraný film z roku 1999, který režíroval Gabriel Aghion. Snímek měl světovou premiéru ve Francii dne 10. března 1999.

## Děj
V den své svatby Antoine poprvé uvidí Léu, matku své nastávající Séverine. A ihned se do ní zamiluje. Tím problémy teprve začínají. Antoine se ocitá mezi svou matkou alkoholičkou, nejlepším přítelem, který mu sdělí, že je homosexuál, manželkou, která něco tuší, a babičkou své manželky, která má problémy se svou přítelkyní.

## Obsazení
| Catherine Deneuve    | Léa          |
| Mathilde Seigner     | Séverine     |
| Vincent Lindon       | Antoine      |
| Line Renaud          | Nicou        |
| Stéphane Audranová   | Brigitte     |
| Danièle Lebrun       | Josette      |
| Jean Yanne           | Paul         |
| Artus de Penguern    | Pascal       |
| Idris Elba           | Grégoire     |
| Françoise Lépine     | Nathalie     |
| Marie France         | Marie-Claude |
| Laurent Lafitte      | Frank        |
| Jean-Marie Winling   | Henri        |
| Joséphine Lebas-Joly | dítě         |
| Pierre-Alain Dahan   | hudebník     |
| Antoine du Merle     | dítě         |
| Michel Peyratout     | hudebník     |
| Slim Pezin           | hudebník     |

## Ocenění
- César: nominace na nejlepší herečku ve vedlejší roli (Line Renaud)